# Gouvernement Aké N'Gbo
Seconde République
Soro II Soro III
Le gouvernement Aké N'Gbo (7 décembre 2010 - 11 avril 2011) est un gouvernement de la Deuxième République de Côte d'Ivoire, institué par le décret 2010-309 du 5 décembre 2010 et annulé par l’ordonnance n°2011-007 du 14 avril 2011. Ce gouvernement est formé au lendemain de l'investiture contestée de Laurent Gbagbo, au commencement de la crise post-électorale. 
Après l'arrestation du président sortant Laurent Gbagbo le 11 avril 2011, Gilbert Marie N'gbo Aké annonce la démission de son gouvernement le 16 avril 2011.
Les décisions de ce gouvernement sont annulés par l’ordonnance présidentielle n°2011-007 du 14 avril 2011, portant annulation d’actes réglementaires et individuels, et déclarant nulles et non avenues toutes les décisions prises depuis le 4 décembre 2010 sous l’autorité de Laurent Gbagbo, incluant la nomination de ce gouvernement.
La disparition de ce gouvernement permet au gouvernement Soro III de prendre ses fonctions.

## Composition

### Chefs du gouvernement
- Président de la République : Laurent Gbagbo
- Premier ministre, ministre du Plan et du Développement : Gilbert Marie N'gbo Aké

### Ministres
| Poste                                              | Nom                                  | Observations                                             |
| -------------------------------------------------- | ------------------------------------ | -------------------------------------------------------- |
| Justice                                            | Yanon Yapo                           | -                                                        |
| Défense                                            | Alain Dogou                          | -                                                        |
| Intérieur                                          | Émile Guiriéoulou                    | -                                                        |
| Affaires étrangères                                | Alcide Djédjé                        | -                                                        |
| Santé                                              | Christine Adjobi                     | -                                                        |
| Économie et Finances                               | Dallo Noël Laurent Désiré            | -                                                        |
| Mines                                              | Augustin Komoé Kouadio               | -                                                        |
| Construction et Urbanisme                          | Yapo Atsé Benjamin                   | -                                                        |
| Équipement et Assainissement                       | Ahoua Don Mello                      | -                                                        |
| Communication                                      | Gnonzié Ouattara                     | -                                                        |
| Jeunesse, Emploi et Formation professionnelle      | Charles Blé Goudé                    | -                                                        |
| Éducation nationale                                | Ahne Jacqueline lohouès épouse Oble  | -                                                        |
| Agriculture                                        | Issa Malick Coulibaly                | -                                                        |
| Environnement, Eaux et Fôrets                      | Koffi Koffi Lazare                   | -                                                        |
| Enseignement technique                             | Angèle Gnonsoa                       | -                                                        |
| Fonction publique                                  | Elisabeth Badjo Djécoury épouse Dago | -                                                        |
| Industrie et Développement du secteur privé        | Philippe Attey                       | -                                                        |
| Femme, Famille et Enfant                           | Akissi Danielle Boni Claverie        | -                                                        |
| Techniques de l'information et de la communication | Ettien Amoakon                       | -                                                        |
| Culture                                            | Alphonse Voho Sahi                   | -                                                        |
| Recherche scientifique                             | Kata Kéké                            | -                                                        |
| Sport                                              | Franck Guéi                          | -                                                        |
| Commerce                                           | Touré Amara                          | -                                                        |
| Tourisme et Artisanat                              | Richard Kouamé Sécré                 | -                                                        |
| Solidarité, Reconstruction et Cohésion sociale     | Anne Kouamé Gnahoré                  | -                                                        |
| Travail                                            | Nyamien Messou                       | -                                                        |
| Budget                                             | Justin Koné Katinan                  | délégué auprès du ministre de l'économie et des finances |
| Enseignement supérieur                             | Thomas Yao N'Guessan                 | délégué auprès du ministre de l'éducation nationale      |
| Vie scolaire et estudiantine                       | Odette Lago Daleba                   | Secrétaire d'État                                        |
| Sécurité sociale                                   | Georges Armand Ouégnin               | Secrétaire d'État                                        |
| Chargé des handicapés                              | Raphaël Dogo                         | Secrétaire d'État                                        |
| Chargé des victimes de guerre                      | Charles Rodel Dosso                  | Secrétaire d'État                                        |